# Da Vinci (cançó)
"Da Vinci" és el tercer senzill del novè àlbum d'estudi Everything Will Be Alright in the End del grup estatunidenc Weezer. Fou llançat el 18 de novembre de 2014.

## Crítica
Scott Heisel d'Alternative Press va afirmar que "Da Vinci" és un altre exemple de Cuomo & Co. com a amos absoluts del seu joc ". Líricament, Heisel la lloa com una cançó d'amor, dient que "Les paraules són clares sense ser directes, cosa que fa que les lletres siguin potencialment universals". Per contra, Michael Nelson de Stereogum considera que les lletres són "dignes". Nelson, però, elogia el cor i el pont. Matthew McGuire a Crescent Vale el considera "un dels temes principals de l'àlbum amb riffs de guitarra estructurats en pop".